# Estación de Antón Martín

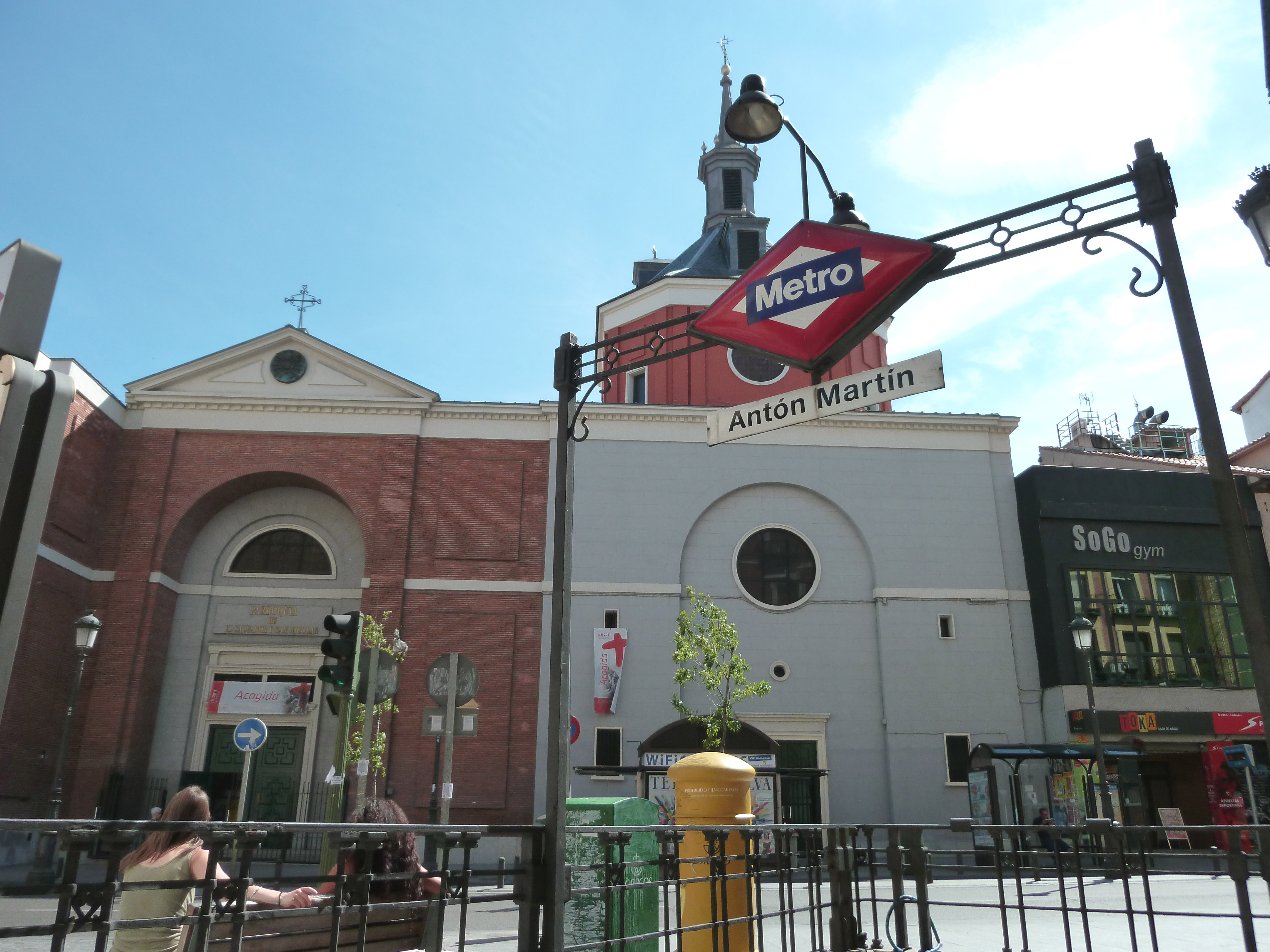
Acceso en C/ Amor de Dios, 14.

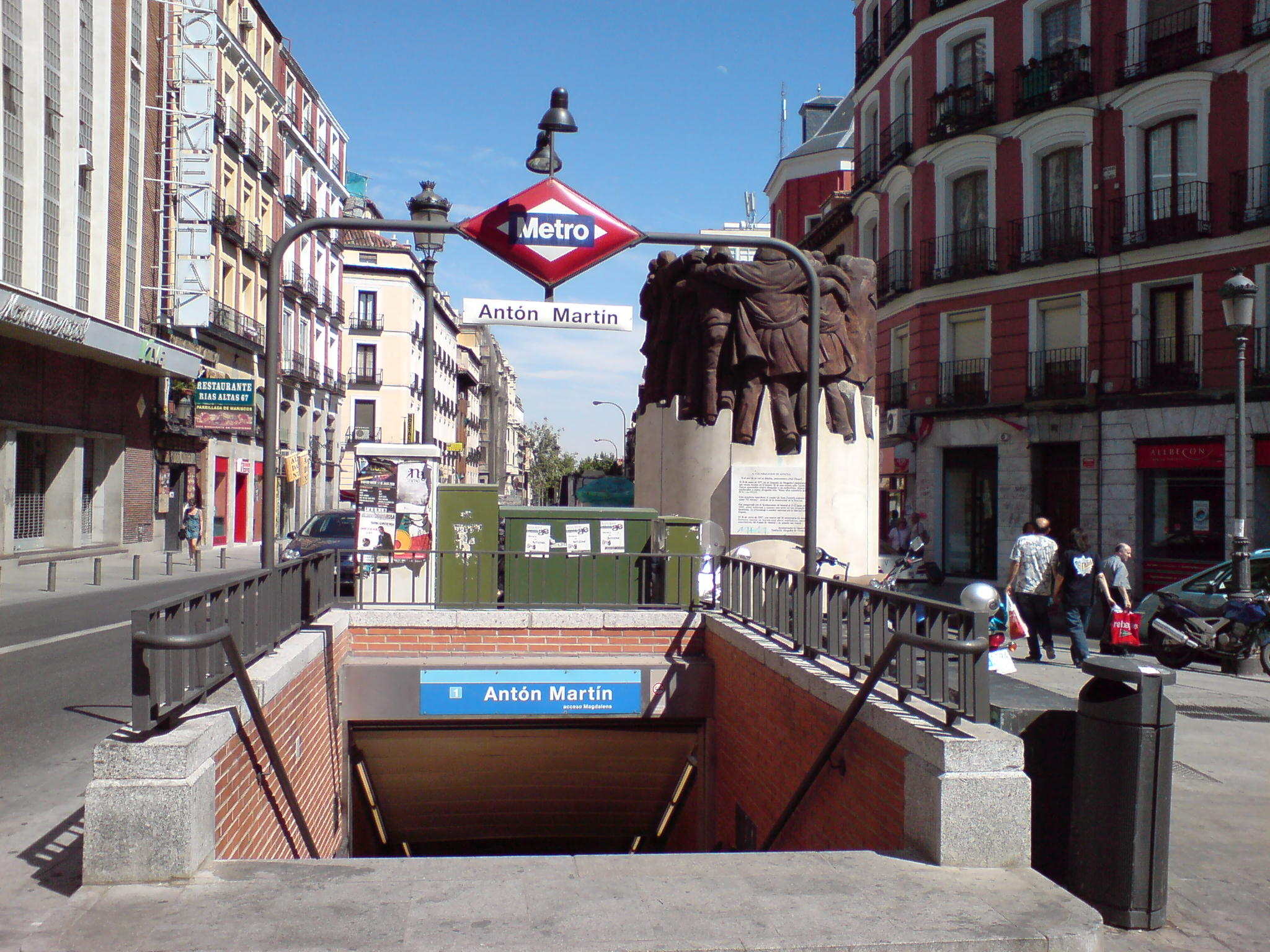
Acceso en C/ Atocha, 48.

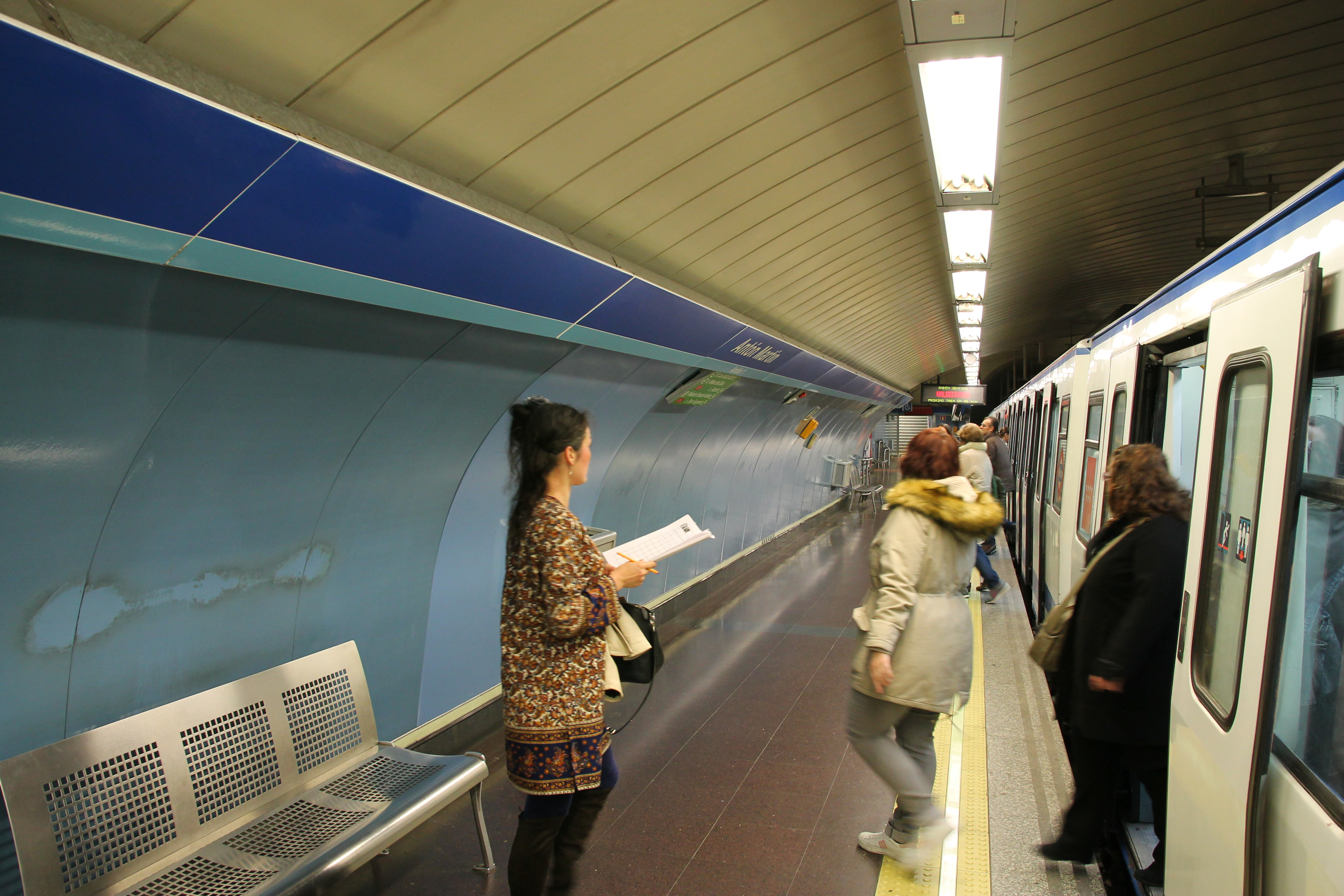
Andén de la estación

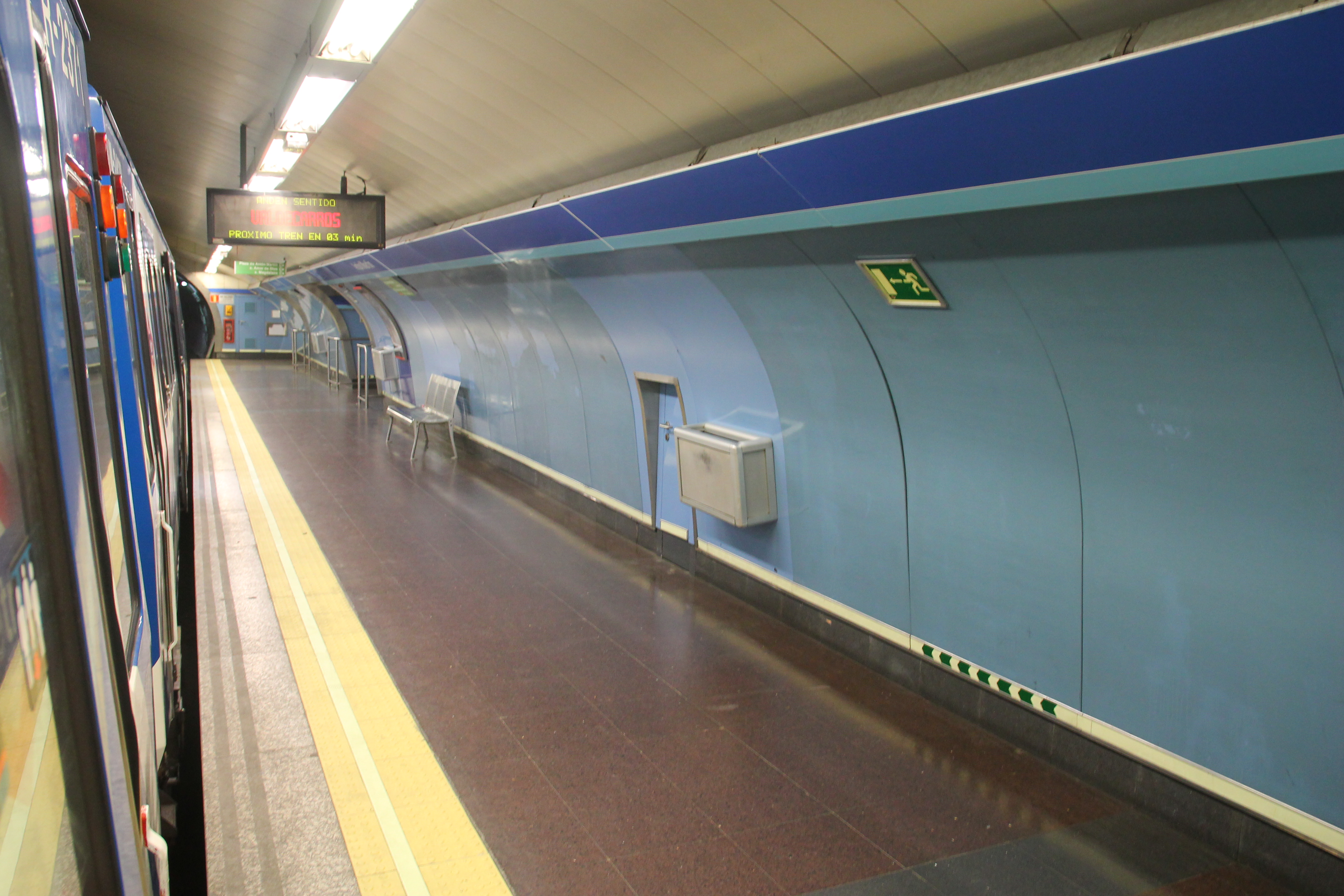
Andén de la estación

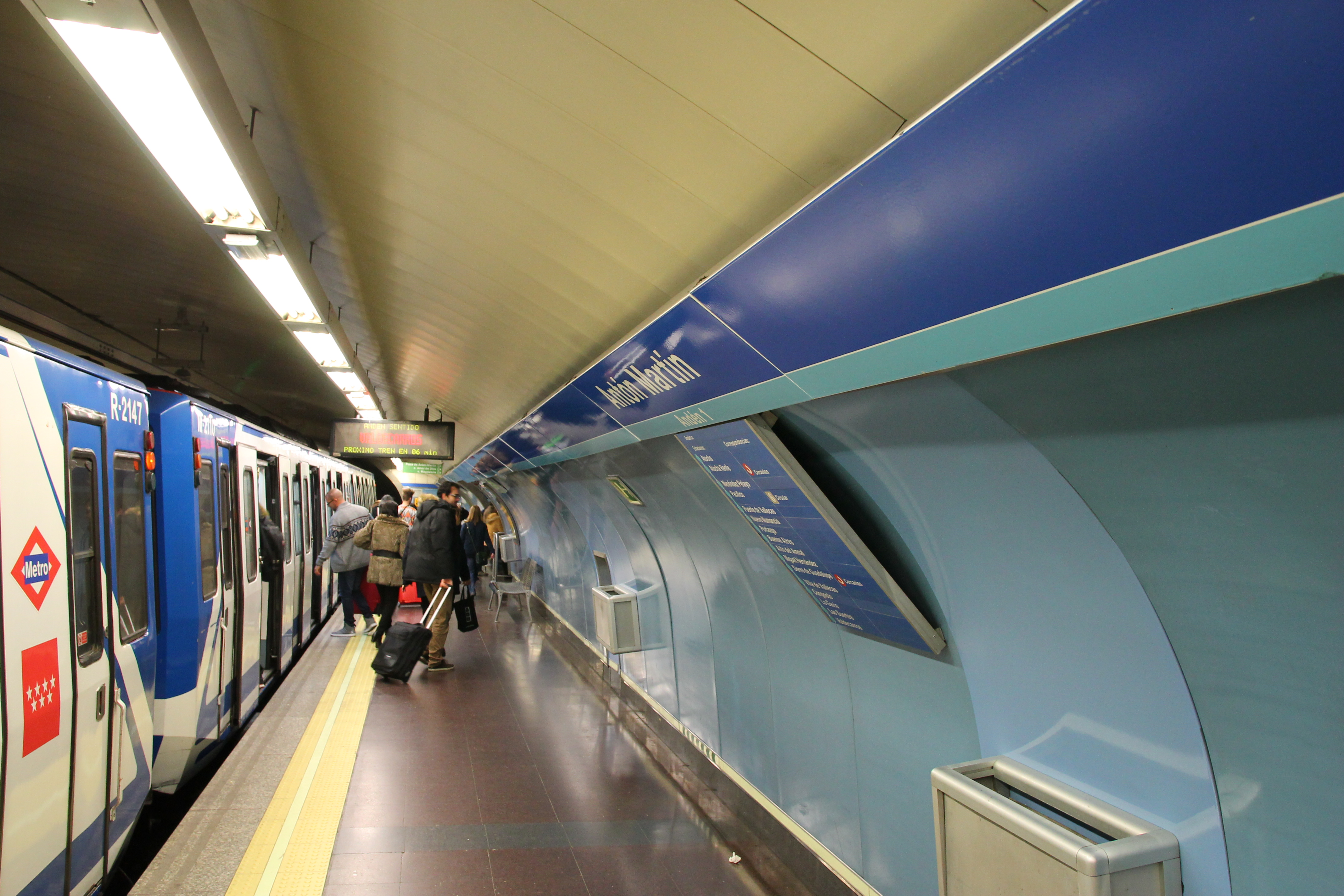
Andén de la estación

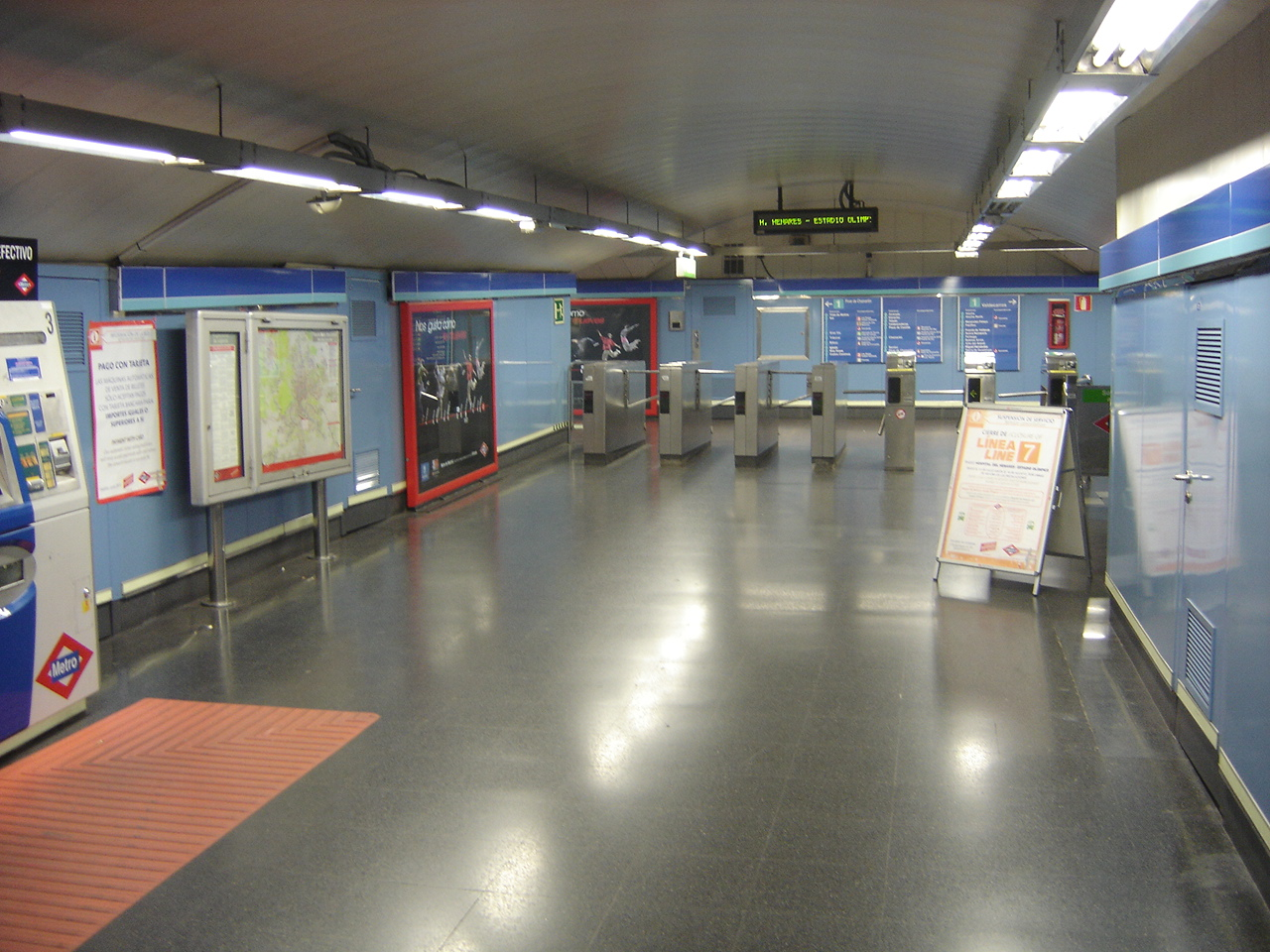
Vestíbulo de la estación

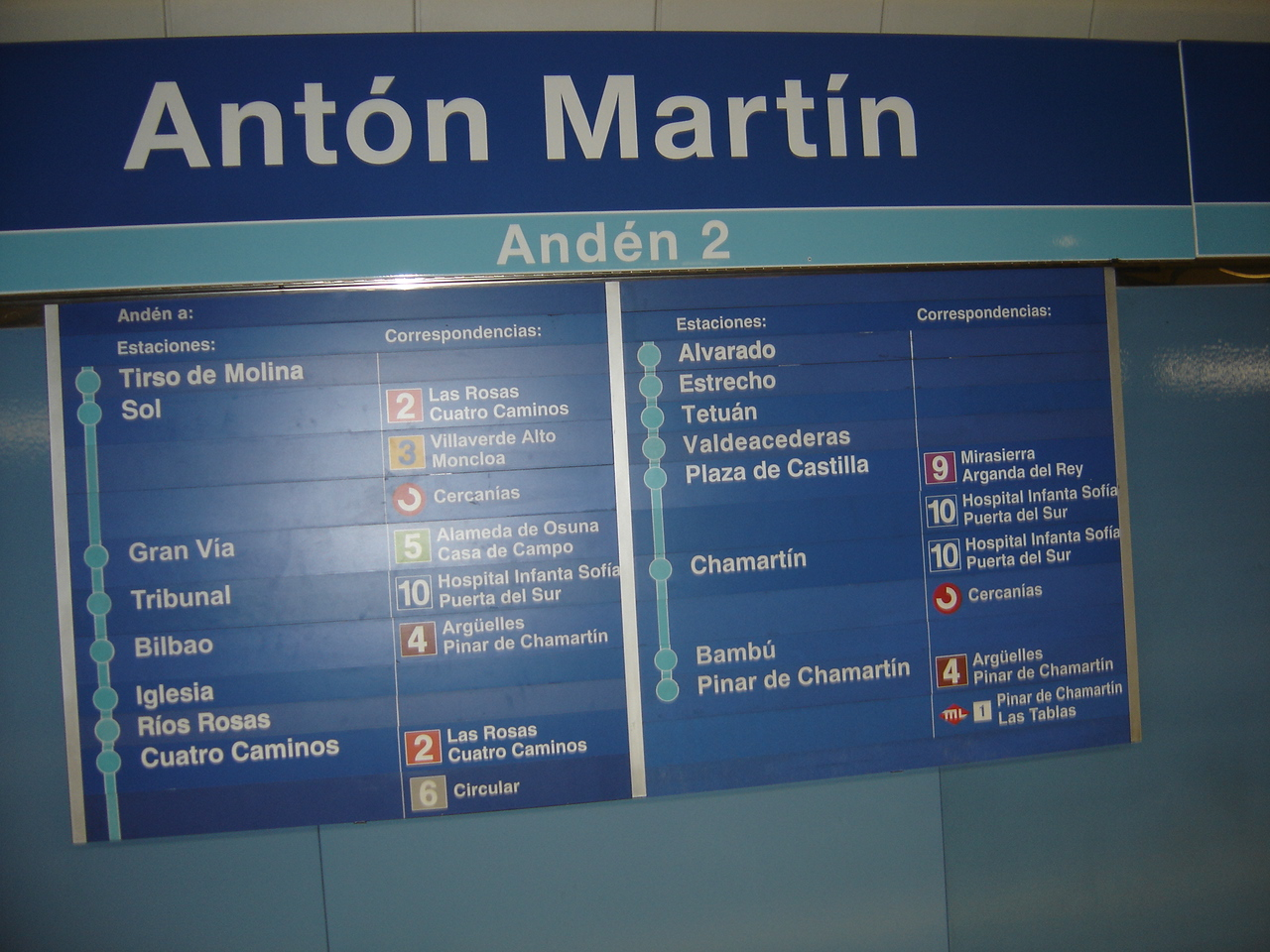
Letrero de estaciones

Antón Martín es una estación de la línea 1 del Metro de Madrid situada bajo la plaza del mismo nombre, en el distrito Centro de Madrid. El nombre de la plaza se debe a Antón Martín, religioso y médico que fundó en este lugar el Hospital de San Juan de Dios. En los alrededores de esta estación se hallan el cine Doré (de la Filmoteca Española), el Teatro Monumental y la Iglesia de San Sebastián.

## Historia
La estación abrió al público el 26 de diciembre de 1921, siendo reformada en los años 60 para ampliar sus andenes construyendo un nuevo vestíbulo de acceso y dos bocas. A finales de los años 80 fue alicatada completamente. En 2006 se llevó a cabo una nueva reforma de bóvedas y paredes instalando placas de vitrex azul.
La línea se reinauguró el 13 de noviembre de 2016, tras haber permanecido cerrada por las obras de mejora de las instalaciones de la línea 1 entre las estaciones de Plaza de Castilla y Sierra de Guadalupe desde el 3 de julio de 2016.
Entre el 24 de junio y el 26 de septiembre de 2023, el tramo Sol-Nueva Numancia permaneció cortado por obras.

## Accesos
Vestíbulo Antón Martín
- Amor de Dios C/ Amor de Dios, 14 (esquina C/ Atocha, 73)
- Magdalena Pza. Antón Martín, 1 (cerca de C/ Magdalena)

Vestíbulo Atocha
- Atocha, impares C/ Atocha, 85
- Atocha, pares C/ Atocha, 76

## Líneas y conexiones

### Metro
| << cabecera        | < estación      | línea | estación >        | cabecera >> |
| ------------------ | --------------- | ----- | ----------------- | ----------- |
| Pinar de Chamartín | Tirso de Molina |       | Estación del Arte | Valdecarros |

### Autobuses
| Diurnos   |                          |                                      |
| Línea     | Destino                  | Parada                               |
| 6         | Jacinto Benavente        | 1920 ANTÓN MARTÍN (C/ Atocha, 57)    |
| 26        | Tirso de Molina          | 1920 ANTÓN MARTÍN (C/ Atocha, 57)    |
| 32        | Jacinto Benavente        | 1920 ANTÓN MARTÍN (C/ Atocha, 57)    |
| 6         | Orcasitas                | 1921 ANTÓN MARTÍN (C/ Atocha, 56-58) |
| 26        | Diego de León            | 1921 ANTÓN MARTÍN (C/ Atocha, 56-58) |
| 32        | Pavones                  | 1921 ANTÓN MARTÍN (C/ Atocha, 56-58) |
| M1        | Embajadores              | 4056 PLAZA MATUTE                    |
| 002       | Puerta de Toledo         | 4056 PLAZA MATUTE                    |
| M3        | Puerta de Toledo         | 4056 PLAZA MATUTE                    |
| Nocturnos |                          |                                      |
| Línea     | Destino                  | Parada                               |
| N26       | Aluche                   | 1920 ANTÓN MARTÍN (C/ Atocha, 57)    |
| N26       | Plaza de Alonso Martínez | 1921 ANTÓN MARTÍN (C/ Atocha, 56-58) |